# Siheung
Siheung (kor. 시흥시) – miasto w Korei Południowej, w prowincji Gyeonggi. W 2005 liczyło 441 147 mieszkańców.